# هاشم ثابت
هاشم ثابت (به انگلیسی: Hasheem Thabeet) (زاده ۱۶ فوریه ۱۹۸۷) بسکتبالیست حرفه‌ای ملی‌پوش اهل تانزانیا است، که در پست فروارد قدرتی برای تیم اکلاهما سیتی تاندر بازی می‌کند.او بلندترین بازیکن ان بی ای است.
او در سال ۲۰۰۹ در رتبه ۲ در قرعه‌کشی سالیانه ان بی ای به تیم ممفیس گریزلیز تعلق گرفت.